# Alban Lakata
Alban Lakata (* 25. Juni 1979 in Lienz) ist ein österreichischer Mountainbikefahrer.

## Sportlicher Werdegang
2000 startete Alban Lakata, Spitzname Albanator, erstmals bei einem Mountainbike-Marathon. Bei der Mountainbike-Marathon-Europameisterschaft 2004 errang er die Bronzemedaille. 2008 gewann er bei der Marathon-EM in Albstadt die Goldmedaille. 2009 verpasste er knapp den Weltmeistertitel im MTB-Marathon, wo er sich nur Roel Paulissen aus Belgien geschlagen geben musste.
2010 sowie 2015 und 2017 holte Lakata sich jeweils den Titel bei den UCI-Mountainbike-Marathon-Weltmeisterschaften.
Bei der Marathon-WM 2018 wurde der damals 39-jährige Osttiroler in einen Massensturz verwickelt und musste sich am Ende mit Rang zwölf begnügen. Seit der Saison 2019 startet Alban Lakata im Team Bulls an der Seite von Karl Platt.
Im Juli 2021 wurde er zum siebenten Mal österreichischer Staatsmeister Marathon.

## Sportliche Erfolge
2006
- Mountainbike-Marathon-Weltcup in Mont Sainte-Anne

2007
- Black Forest Ultra Bike Marathon

2008
- Europameister – Marathon
- Österreichischer Staatsmeister – Marathon
- Mountainbike-Marathon-Weltmeisterschaften 2008, 16. Rang

2009
- Österreichischer Staatsmeister – Marathon
- Mountainbike-Marathon-Weltmeisterschaften 2009, Vizeweltmeister

2010
- eine Etappe Cape Epic (mit Kevin Evans)
- Österreichischer Staatsmeister – Marathon
- Weltmeister – Marathon

2011
- Österreichischer Staatsmeister – Marathon
- Mountainbike-Marathon-Weltmeisterschaften 2011, 6. Rang

2012
- Sieg bei der Bike Transalp, im Team mit dem Deutschen Robert Mennen[4]
- Sieg beim Leadville 100

2013
- Europameister – Marathon

2015
- Weltmeister – Marathon
- Österreichischer Staatsmeister – Marathon

2016
- Mountainbike-Marathon-Weltmeisterschaften 2016, Vizeweltmeister

2017
- Weltmeister – Marathon

2020
- Österreichischer Staatsmeister – Marathon

2021
- Österreichischer Staatsmeister – Marathon

## Teams
- 2004 Radteam Tirol
- 2005 Specialized Factory Racing
- 2006 Specialized Factory Racing
- 2007 Trek VW
- 2008 Trek-Marco Polo
- 2009 Topeak Ergon Racing Team

…
- 2013 Topeak Ergon Racing Team
- 2019 Team Bulls